# Juliana Huxtable
Juliana Huxtable   (Bryan–College Station, 29 de desembre de 1987) és una artista, escriptora, performer, discjòquei i cofundadora estatunidenca del projecte de vida nocturna Shock Value, amb seu a Nova York. Huxtable ha exposat i actuat en diversos espais, com ara el New Museum, el Museum d'Art Modern, el Portland Institute for Contemporary Art i l'Institute of Contemporary Arts de Londres. La seva pràctica artística multidisciplinària explora diversos mitjans, com ara internet, el cos, la història i el llenguatge, sovint a través d'un procés que ella anomena conditioning.
Huxtable és autora de dos llibres publicats i és membre del col·lectiu novaiorquès House of Ladosha. També forma part de Discwoman, una agència de talents i col·lectiu amb seu a Nova York que contracta DJ per a festes i esdeveniments arreu del món. Abans de viure a Nova York va residir a Berlín.

## Trajectòria
Huxtable va néixer a Bryan-College Station. Ha descrit el seu poble natal com la típica «ciutat conservadora del Cinturó de la Bíblia de Texas». La mare de Huxtable, Kassandra, va criar-la a ella i als seus dos germans sola després del seu divorci. Huxtable va néixer intersexual i va començar la seva transició de gènere després de la universitat.
Huxtable es va traslladar a Nova York per assistir al Bard College on es va graduar el 2010. S'ha referit al seu desig de ser pintora mentre era jove i es va matricular a classes de pintura a la universitat. Tanmateix, va abandonar aquest mitjà expressiu després que els professors la critiquessin per la seva «obsessió amb la tècnica formal i la identitat». En una entrevista amb l'artista Lorraine O'Grady, Huxtable va referir-se al seu interès per la literatura i els estudis de gènere.
Huxtable es va traslladar a la ciutat de Nova York per a treballar com a assistent legal per a la Unió Americana per les Llibertats Civils (ACLU) després de la universitat. Mentre era a l'ACLU, Huxtable va acumular un nombre significatiu de seguidors a Tumblr, on publicava llargs poemes sobre el corrent de consciència i autoretrats que experimentaven amb la moda i la imatgeria nuwaubiana.
Després de deixar l'ACLU, Huxtable va començar a fer de DJ. L'agost de 2013 va ser la DJ de l'Studio Museum de Harlem, on va tenir lloc la sèrie de festes Uptown Fridays. El mateix any va participar a l'exposició «The Whole House Eats» de la House of Ladosha a la Superchief Gallery. Durant aquesta primera època com a punxadiscos, Huxtable va integrar la seva poesia a les mescles.
L'interès de Huxtable per la moda la va portar a fer de model per a diverses marques i campanyes. El 2014 va aparèixer a la portada del cinquè aniversari de la revista C☆NDY juntament amb altres dones transgènere: Janet Mock, Carmen Carrera, Geena Rocero, Isis King, Leyna Ramous, Yasmine Petty i Laverne Cox. Huxtable ha desfilat per a DKNY, Eckhaus Latta, Chromat i Kenzo. L'agost de 2014 Huxtable va actuar al videoclip de la cançó «My offence», d'Hercules and Love Affair, que inclou fragments de converses amb figures de l'escena nocturna queer de Nova York, com ara Honey Dijon.

## Treball
Huxtable forma part del consell editorial de Topical Cream, una plataforma amb seu a Nova York que dona suport a una comunitat d'artistes, escriptors, dissenyadors i tecnòlegs a través d'iniciatives de publicació digital i programació pública. El 2016 va ser professora del Programa d'Artistes Visitants a l'Escola de l'Institut d'Art de Chicago. També el 2016 va ser el cap de cartell de la nit inaugural del Time-Based Art Festivals del Portland Institute for Contemporary Art a Portland.
La primera exposició individual de Huxtable, «A Split During Laughter at the Rally», es va inaugurar a la ciutat de Nova York el maig de 2017. L'exposició va presentar diversos pòsters amb imants, un vídeo amb membres de House of Ladosha i un diagrama de flux. L'exhibició va explorar «l'estètica de la conspiració i la paranoia nord-americana» a través de diverses formes de resistència, alienació i ironia. Huxtable va explicar que els cartells de l'exposició es van inspirar formalment en l'artista estatunidenc Emory Douglas.
La seva segona exposició individual, titulada «Juliana Huxtable», es va inaugurar a la galeria d'art Project Native Informant de Londres a l'octubre de 2017. L'exposició presentava tres fotografies d'un subjecte negre amb diversos tatuatges (sovint contradictoris), quatre pintures escultòriques fetes amb roba d'estil militar i deu cartells de la mida d'un pamflet que narraven «una baralla entre skinheads antifeixistes i skinheads nazis a l'exterior d'una botiga Fred Perry de París». La sèrie continua la seva exploració al voltant de les teories de la conspiració i la paranoia, les subcultures i la identitat, tot i que amb un to més humorístic.

### Llibres
Huxtable ha escrit dos llibres i ha contribuït a diversos llibres curts i antologies d'artistes. El seu primer llibre, Mucus in My Pineal Gland, va ser publicat el 2017 per Capricious. El llibre és un recull de poemes alguns d'ells inèdits. El llibre està escrit amb el seu estil típic en majúscules i font blava.
El segon llibre de Huxtable, Life, va ser coescrit amb l'artista Hannah Black. La novel·la és una obra de ciència-ficció i està escrita en anglès i alemany. Va ser publicat el 2017 per König.

### Música
Huxtable ha col·laborat amb la reconeguda productora Sophie, formant un duet musical anomenat Analemma. El duet va produir dues cançons a Locus Error, un àlbum conceptual d'àcid-tecno publicat a través de la discogràfica Trip Records de Nina Kraviz. Huxtable també va contribuir amb la veu a una de les dues cançons, «Plunging asymptot», que més endavant apareixeria a l'àlbum homònim pòstum de Sophie.

## Temàtica
La pràctica de Huxtable és interdisciplinària per naturalesa i, per tant, explora una varietat de temes. Les seves obres anteriors exploren idees d'identitat, cos i llenguatge, amb influències de l'afrofuturisme i la ciència-ficció. Les seves obres més recents exploren les teories de la conspiració, la moda (disfresses barroques, excedents militars, estètica punk, etc.) i diverses contracultures. La pràctica visual de Huxtable inclou «examinar i barrejar imatges perdurables que conserven un "poder simbòlic"».
Huxtable ha esmentat una sèrie d'influències, com ara els escriptors Octavia Butler i Samuel R. Delany, els teòrics Luce Irigaray i Jose Esteban-Muñoz, i l'estètica visual del director de vídeo Hype Williams, els grups TLC i Blaque, i la cantant Aaliyah. La cultura nuwaubiana també ha estat sovint una font important d'inspiració per a ella. Mucus in My Pineal Gland està dedicat a «Herculine, Borges, LaDosha i Pickaninny Punks».